# 雷村黑斧合唱团

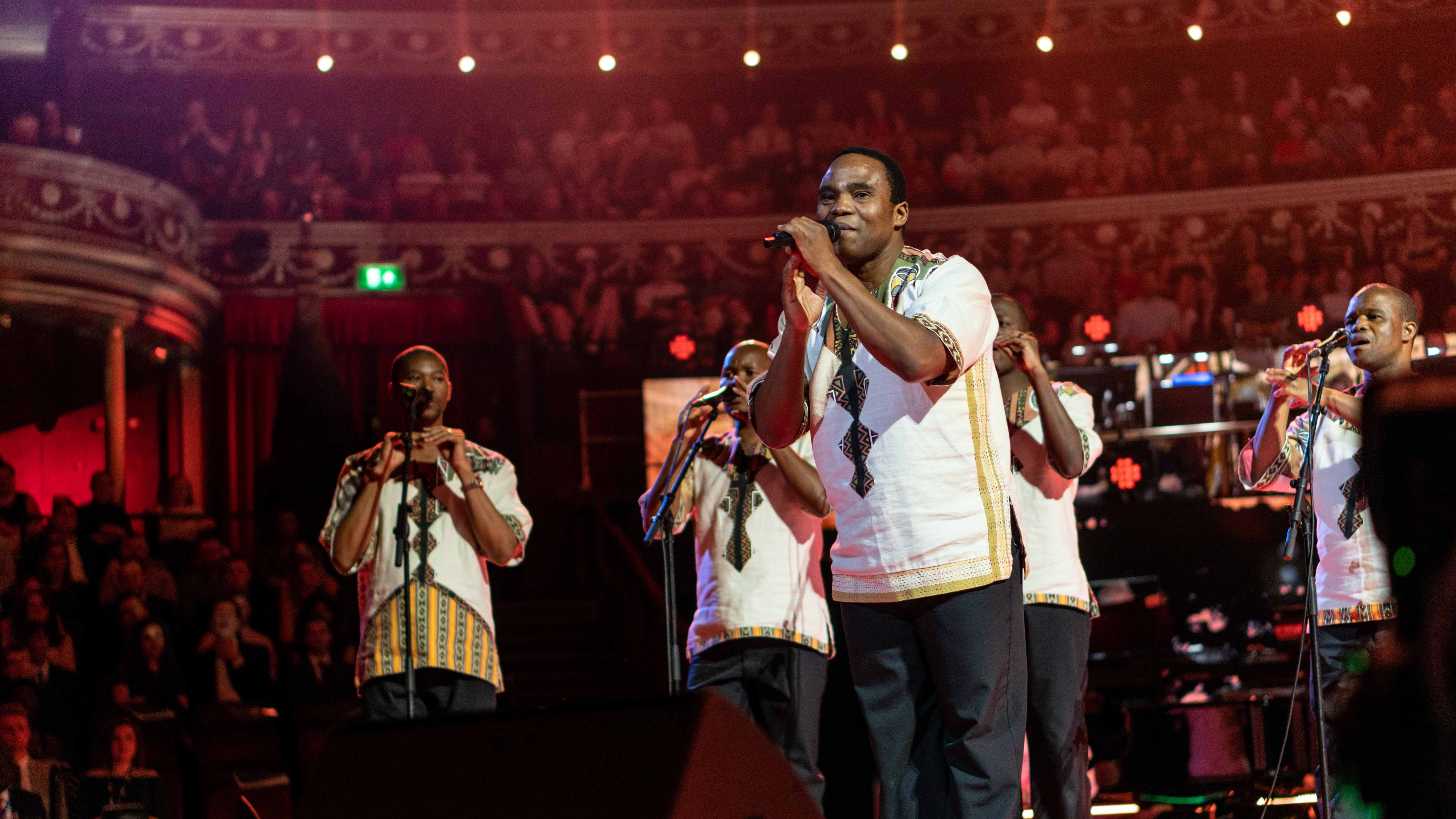
File:Ladysmith Black Mambazo in 2018.jpg

雷村黑斧合唱团是一支南非黑人男声合唱团，成立於1960年。  該合唱團贏得五项格莱美奖。雷村黑斧合唱团支持南非前總統纳尔逊·曼德拉，而且該合唱團在南非的粉絲主要是黑人。